# ویکی‌پدیای تارانتینویی
ویکی‌پدیای تارانتینویی نسخه زبان تارانتینویی وب‌گاه ویکی‌پدیا است.
زبان تارانتینویی تا ۱۲ سپتامبر ۲۰۱۱ با بیش از ۹,۰۰۰ مقاله در رده صدو‌نهم ویکی‌پدیاها قرار گرفته‌است.